# Neotanais kuroshio
Neotanais kuroshio is een naaldkreeftjessoort uit de familie van de Neotanaidae. De wetenschappelijke naam van de soort is voor het eerst geldig gepubliceerd in 2007 door Bamber.